# Scarecrow Gone Wild
Scarecrow Gone Wild (no Brasil Medo sem fim) é um filme americano produzido em 2004 e dirigido por Brian Katkin.
O elenco conta com Ken Shamrock, Matthew Linhardt, Samantha Aisling, Caleb Roehrig, David Zelina, Jeff Rector.

## Sinopse
Estudantes universitários acordam uma criatura lendária que persegue a todos em uma pequena cidade.